# Komet (Herbert-Grönemeyer-Lied)
Komet ist ein Rocksong des deutschen Musikers Herbert Grönemeyer, der von ihm selbst geschrieben und gemeinsam mit Norbert Hamm produziert wurde. Er wurde im Oktober 1988 als vierte und letzte Single aus dem Album Ö ausgekoppelt.

## Musik und Text
Es handelt sich um einen Midtempo-Rocksong, der überwiegend mit E-Gitarren, aber auch mit Keyboards instrumentiert ist. Der Song wurde für Grönemeyers Sohn Felix geschrieben, der 1987 geboren worden war. In der Special Edition des Best-of-Albums Was muss muss kommentierte Grönemeyer: „Komet ist eindeutig geschrieben worden, weil mein Sohn Felix geboren wurde. Und ich fand das schon verblüffend, was das so in einem auslöst. Welche Türen das im Kopf öffnet. Türen die man gar nicht kannte, gar nicht wusste, dass da eine in der Wand ist. Plötzlich gehen die alle auf und plötzlich passiert da noch etwas ganz anderes mit einem, wo man dachte, man hätte bis dahin schon alles verstanden. Diese Euphorie wollte ich in diesem Lied ausdrücken und auch gleichzeitig diese Angst. Nicht die Angst, aber die Verantwortung und dieses ‚ich werd mir Mühe geben, dich so lange zu begleiten bis du laufen kannst‘.“ Im Songtext heißt es: „Ich mache dir das Leben zum Himmel / Halte dir die Schatten vom Leib / Werd die Sterne polieren / Dreh die Welt nur um dich / Werd dich nie aus meinen Augen verliern“.

## Entstehung und Veröffentlichung
Komet wurde von Grönemeyer selbst geschrieben und gemeinsam mit Norbert Hamm produziert. Auf der B-Seite befindet sich der Song Bist du taub (live). Das Singlecover ist ähnlich gestaltet wie das des Albums Ö, mit einem türkisen Buchstaben auf grau-weißem Hintergrund.
Der Song wurde auch auf dem Livealbum Ö-Tour ’88 veröffentlicht.

## Charts und Chartplatzierungen
Am 23. Januar 1989 stieg Komet erstmals auf Rang 59 der deutschen Singlecharts ein, zugleich auch die beste Chartnotierung. Insgesamt platzierte sich Komet drei Wochen in den Charts und wurde nach Männer, Alkohol, Flugzeuge im Bauch, Kinder an die Macht, Was soll das, Vollmond und Halt mich zum achten Charthit Grönemeyers als Interpret sowie Produzent. In seiner Autorenfunktion ist es inklusive Nackt im Wind (Band für Afrika) ebenfalls der achte Charthit. Koproduzent Norbert Hamm erreichte in dieser Funktion zum fünften Mal die deutschen Singlecharts, als Autor landete er bereits den Charthit Alkohol.
| ChartsChartplatzierungen | Höchstplatzierung | Wochen |
| ------------------------ | ----------------- | ------ |
| Deutschland (GfK)        | 59 (3 Wo.)        | 3      |